# EA Sports UFC 2
EA Sports UFC 2 es un videojuego de artes marciales mixtas desarrollado por EA Canada y distribuido por EA Sports para PlayStation 4 y Xbox One. Se basa en la marca Ultimate Fighting Championship (UFC) y fue lanzado el 15 de marzo de 2016 en Norteamérica y el 17 en Europa.

## Desarrollo
EA Sports UFC 2 fue anunciado el 10 de noviembre de 2015 por Electronic Arts. Poco después de anunciarse, EA anunció que la luchadora portada era Ronda Rousey. Posteriormente, Electronic Arts anunció que el ganador del combate estelar de UFC 194 entre José Aldo y Conor McGregor, determinaría al acompañante de Rousey en la portada, siendo McGregor el vencedor.
El juego salió a la venta el 15 de marzo de 2016 en América del Norte y el 17 en Europa. Los jugadores que compren el juego pre-order contarán con tres luchadores adicionales: Bas Rutten, Kazushi Sakuraba y Mike Tyson. El juego cuenta con más de 250 luchadores jugables.